# 烏俄語
烏俄語（羅馬化：surzhyk），又稱俄烏語，直译苏尔日克语，是一種語言混合現象，指烏克蘭語和俄羅斯語的混合現象。在烏克蘭東部，由於俄羅斯語使用人口較多，烏俄語的現象也較為普遍。尼古拉·果戈里曾在他的文學作品中使用烏俄語。